# 雷德蘭 (馬里蘭州)
雷德蘭（英語：Redland）是位於美國馬里蘭州蒙哥馬利縣的一個普查規定居民點。

## 人口
根據2020年美國人口普查的數據，雷德蘭的面積為19.02平方千米，當中陸地面積為18.63平方千米，而水域面積為0.39平方千米。當地共有人口18592人，而人口密度為每平方千米977.5人。